# 西九州スバル
西九州スバル株式会社（にしきゅうしゅうスバル）は、長崎県西彼杵郡時津町に本社を置くSUBARUのディーラー。長崎県と佐賀県の営業エリアを管轄している。

## 沿革
- 1958年 - 佐賀スバル自動車株式会社設立
- 1961年 - 長崎スバル自動車株式会社設立
- 2006年 - 佐賀スバル自動車と長崎スバル自動車が統合して、「西九州スバル」が誕生[2]。
- 2008年 - 全国スバル販売店の再編により、福岡スバル傘下の事業会社となる[3]。

## 店舗

### 長崎県
- 本社&長崎時津店 - 西彼杵郡時津町日並郷3605-1
- 佐世保日宇店 - 佐世保市日宇町2782-5
- 諫早店 - 諫早市長野町1057-1
- カースポット長崎 - 西彼杵郡時津町日並郷3605-2

### 佐賀県
- 佐賀店 - 佐賀市巨勢町牛島178-3
- 武雄店 - 武雄市武雄町大字昭和88
- 唐津店 - 唐津市和多田西山5-39
- カースポット佐賀 - 佐賀市巨勢町牛島174-6

### WEB
1. 1 2 3  “会社案内”.   西九州スバル. 2021年11月5日閲覧。

### 文献
1. 1 2  西九州スバル株式会社 第63期決算公告
2. ↑  富士重工業 国内6地区においてスバル特約店を統合 - 富士重工業、2006年1月13日（2021年11月5日閲覧）
3. ↑  富士重工業、国内のスバル販売会社を統括会社体制へ完全移行 - 富士重工業、2008年9月30日（2021年11月5日閲覧）